# Radim Servít
Radim Servít (31. července 1921, Praha – 24. listopadu 1984 tamtéž) byl český stavební inženýr, který vyučoval pružnost a pevnost (pružnost a plasticitu) na katedře mechaniky Fakulty inženýrského stavitelství ČVUT v 60. letech 20. století a byl proslulý přísností při zkoušení.
S jeho osobou je spojen vznik fenoménu šíření nápisu Servít je vůl v šedesátých letech 20. století.